# Lijn van de Japanse troonopvolging
De lijn van de Japanse troonopvolging is gebaseerd op de Wet van het Keizerlijk Huis. Deze wet regelt de troonopvolging en het lidmaatschap van de Keizerlijke familie.

## Wet Keizerlijk Huis
Artikel 1 van de Wet van het Keizerlijk Huis zegt dat "De Keizerlijke troon zal opgevolgd worden door een mannelijke nakomeling in de mannelijke lijn die behoort tot de Keizerlijke lijn". De lijn van de troonopvolging is uitgewerkt in artikel 2:
1. De oudste zoon van de Keizer
2. De oudste zoon van de oudste zoon van de Keizer
3. Andere mannelijke afstammelingen van de oudste zoon van de Keizer
4. De tweede zoon van de Keizer en zijn nakomelingen
5. Andere mannelijke afstammelingen van de Keizer
6. Broers van de Keizer en hun afstammelingen
7. Ooms van de Keizer en hun afstammelingen

## Lijn van troonopvolging
- Hirohito (1901-1989)
  -  Akihito (1933), zoon van Hirohito
    -  Keizer Naruhito (1960), zoon van Akihito
    - (1) Akishino (1965), zoon van Akihito
      - (2) Hisahito (2006), zoon van Akishino

  - (3) Masahito (1935), zoon van Hirohito